# Château de Cahuzac
Pour les articles homonymes, voir Château de Cahuzac (homonymie).
Le château de Cahuzac est un château situé à Cahuzac, en France.

## Description
Le château de plan carré, a deux étages construits sur un rez-de-chaussée surélevé. Devant l'entrée principale se trouvent une cour et une terrasse reliées par deux escaliers de part et d'autre de la terrasse. La façade Sud présente un escalier à balustres qui descend vers une grande terrasse surélevée. Coté ouest se trouve une cour bordée de communs.  
A l'intérieur, suivant les principes de l'architecture du XVIIIe siècle, toutes les pièces sont en enfilade. Le hall d'entrée s'ouvre à l'Est sur un escalier monumental. Dans sa partie centrale, le château était aéré, à l'origine, par un puits de lumière qui a été couvert. 

## Localisation
Le château est situé sur la commune de Cahuzac, dans le département français de l'Aude en Occitanie.

## Historique
Un bourgeois anobli, Justin d'Acher (secrétaire de Louis XV), a acheté les terres de Cahuzac avec ses droits seigneuriaux en 1755. 
Il a fait bâtir son château à l'emplacement l'ancienne ferme noble dont il est encore possible d'apercevoir les vestiges dans un des corps de bâtiment.
Le nouveau château a été construit entre 1755 et 1776.
L'édifice, en entier, est inscrit au titre des monuments historiques en 1990.